# Carla Maria Russo
Carla Maria Russo (Campobasso, 1950) è una scrittrice italiana.

## Biografia
Carla Maria Russo vive e lavora a Milano, dove ha frequentato il Liceo classico Alessandro Manzoni, si è laureata in Lettere moderne presso l'Università degli Studi di Milano e ha insegnato italiano e latino nel triennio del liceo.  
È approdata alla narrativa nel 2004, con il romanzo La sposa normanna (Piemme), vincitore del Premio Città di Cuneo e del Premio Feudo di Maida, un long seller di grande successo che ha venduto centinaia di migliaia di copie. Sono seguiti Il cavaliere del giglio (2006), L'amante del Doge (2008), Lola nascerà a diciott'anni (2010, vincitore del premio Fenice-Europa) e La regina irriverente (2012), finalista al premio Acqui Terme 2012.
Nel 2015 ha pubblicato La bastarda degli Sforza, con il suo seguito, I Giorni dell'amore e della guerra, entrambi incentrati sulla figura di Caterina Sforza, figlia illegittima di Gian Galeazzo Sforza. Nel 2017 ha pubblicato Le Nemiche, che ha per protagoniste Isabella d'Este e Lucrezia Borgia, nel 2018 L'acquaiola, candidato al premio Strega e vincitore dei premi letterari Pavoncella e Viadana. 
Sono seguiti Una storia privata (2019), I Venturieri (2021), vincitore del premio letterario Amalago, Cuore di donna (2022), La figlia più amata (2023) e Il Velo di Lucrezia (2025).

## Opere

### Romanzi storici
- 2004 - La sposa normanna, Piemme x
- 2006 - Il cavaliere del giglio, Piemme, ISBN 978-88-6836-757-2
- 2008 - L'amante del Doge, Piemme, ISBN 978-88-6836-806-7 x
- 2012 - La regina irriverente, Piemme, ISBN 978-88-6836-791-6 x
- 2015 - La bastarda degli Sforza, Piemme, ISBN 978-88-6836-804-3 x
- 2016 - I giorni dell'amore e della guerra, Piemme, ISBN 978-88-6836-834-0 x
- 2017 - Le nemiche, Piemme, ISBN 978-88-6836-895-1
- 2021 - I Venturieri. La travolgente ascesa degli Sforza, Piemme, ISBN 978-8856669633
- 2021 - Storie barocche, Piemme, insieme a Nicolò Mighelli, Marcello Simoni, Marina Marazza, Barbara Frale, Francesco Abate, Carlo Augusto Melis Costa, Lia Celi, Cristina S. Fantini, Matteo Strukul, Marcello Fois
- 2023 - La figlia più amata, Piemme, ISBN 978-88-5669-291-4 x
- 2025 - Il velo di Lucrezia, Neri Pozza Editore, ISBN 9788854530447

### Romanzi
- 2010 - Lola nascerà a diciott'anni, Piemme ISBN 978-88-566-2734-3 x
- 2018 - L'acquaiola, Piemme, ISBN 978-88-566-6706-6 x
- 2019 - Una storia privata. La saga dei Morando, ISBN 978-88-56669633
- 2022 - Cuore di donna, Piemme, ISBN ISBN 9788856684414 x

### Libri per ragazzi
- 2001 - Storia di due amici e un nemico, Mursia scuola, ISBN 978-88-566-5499-8
- 2004 - Monluè, San Paolo edizioni
- 2005 - Il mio amico Napoleone, ISBN 978-88-384-3675-8
- 2011 - Il segreto di Clelia, ISBN 88-566-1166-X
- 2016 - Bartolomeo alla prima crociata, Mursia scuola